# Segundo Gobierno Costa
El Segundo Gobierno Costa es el Gobierno de Portugal que prometió o juró su cargo el 26 de octubre de 2019, tras la victoria del Partido Socialista en las elecciones legislativas. Se trata de un gobierno en minoría presidido por António Costa.

## Composición
De acuerdo con el artículo 183.º de la Constitución Portuguesa, el Gobierno está constituido por el primer ministro, los ministros y los secretarios y subsecretarios de Estado, pudiendo incluir además uno o más vice primeros ministros. La composición del Gobierno es la siguiente:

### Primer ministro
| Retrato | Cargo                                          | Nombre        | Partido | Partido | Período                        |
| ------- | ---------------------------------------------- | ------------- | ------- | ------- | ------------------------------ |
| borda   | (Artículo 183.º de la Constitución Portuguesa) | António Costa |         | PS      | 26 de octubre de 2019-presente |

### Ministros
| Retrato | Cargo                                                            | Nombre                     | Partido                      | Partido                   | Período                                     |
| ------- | ---------------------------------------------------------------- | -------------------------- | ---------------------------- | ------------------------- | ------------------------------------------- |
|         | Ministro de Economía y Transición Digital                        | Pedro Siza Vieira          |                              | Independiente             | 26 de octubre de 2019-presente              |
|         | Ministro de Asuntos Exteriores                                   | Augusto Santos Silva       |                              | PS                        | 26 de octubre de 2019-presente              |
|         | Ministro de Estado y Presidencia                                 | Mariana Vieira da Silva    |                              | PS                        | 26 de octubre de 2019-presente              |
|         | Ministro de Finanzias                                            | Mário Centeno              |                              | Independiente             | 26 de octubre de 2019 – 15 de junio de 2020 |
|         | Ministro de Finanzias                                            | João Leão                  | 15 de junio de 2020-presente | Independiente             |                                             |
|         | Ministro de Defensa                                              | João Gomes Cravinho        |                              | Independiente             | 26 de octubre de 2019-presente              |
|         | Ministro del Interior                                            | Eduardo Cabrita            |                              | PS                        | 26 de octubre de 2019-presente              |
|         | Ministro de Justicia                                             | Francisca Van Dunem        |                              | Independiente             | 26 de octubre de 2019-presente              |
|         | Ministro de Modernización del Estado y Administraciones Públicas | Alexandra Leitão           |                              | PS                        | 26 de octubre de 2019-presente              |
|         | Ministro de Planificación                                        | Nelson de Souza            |                              | PS                        | 26 de octubre de 2019-presente              |
|         | Ministro de Cultura                                              | Graça Fonseca              |                              | PS                        | 26 de octubre de 2019-presente              |
|         | Ministro de Ciencia, Tecnología y Educación Superior             | Manuel Heitor              |                              | Independiente             | 26 de octubre de 2019-presente              |
|         | Ministro de Educación                                            | Tiago Brandão Rodrigues    |                              | Independiente             | 26 de octubre de 2019-presente              |
|         | Ministro de Trabajo, Solidaridad y Seguridad Social              | Ana Mendes Godinho         |                              | PS                        | 26 de octubre de 2019-presente              |
|         | Ministro de Sanidad                                              | Marta Temido               |                              | Independiente (2020-2021) | 26 de octubre de 2019-presente              |
|         | Ministro de Medio Ambiente y Acción Climática                    | João Pedro Matos Fernandes |                              | PS                        | 26 de octubre de 2019-presente              |
|         | Ministro de Infraestructura y Vivienda                           | Pedro Nuno Santos          |                              | PS                        | 26 de octubre de 2019-presente              |
|         | Ministro de Cohesión Territorial                                 | Ana Abrunhosa              |                              | Independiente             | 26 de octubre de 2019-presente              |
|         | Ministro de Agricultura                                          | Maria do Céu Antunes       |                              | PS                        | 26 de octubre de 2019-presente              |
|         | Ministro del Mar                                                 | Ricardo Serrão Santos      |                              | PS                        | 26 de octubre de 2019-presente              |

### Secretarios de Estado
Cada ministro es ayudado en el ejercicio de sus funciones por uno o más secretarios de Estado.
| Retrato                                           | Cargo                                                                                         | Detentor                                     | Partido                            | Partido                     | Período                                          |
| Primer ministro de Portugal                       | Primer ministro de Portugal                                                                   | Primer ministro de Portugal                  | Primer ministro de Portugal        | Primer ministro de Portugal | Primer ministro de Portugal                      |
| ------------------------------------------------- | --------------------------------------------------------------------------------------------- | -------------------------------------------- | ---------------------------------- | --------------------------- | ------------------------------------------------ |
|                                                   | Secretario de Estado de Asuntos Parlamentarios                                                | Duarte Cordeiro                              |                                    | PS                          | 26 de octubre de 2019-presente                   |
|                                                   | Secretario de Estado Adjunto del Primer Ministro                                              | Tiago Antunes                                |                                    | PS                          | 26 de octubre de 2019-presente                   |
| Economia e Transição Digital                      |                                                                                               |                                              |                                    |                             |                                                  |
|                                                   | Secretario de Estado Adjunto de Economía                                                      | João Neves                                   |                                    | PS                          | 26 de octubre de 2019-presente                   |
|                                                   | Secretaria de Estado de Turismo                                                               | Rita Marques                                 |                                    | Independiente               | 26 de octubre de 2019-presente                   |
|                                                   | Secretario de Estado de Comercio, Servicios y Defensa del Consumidor                          | João Torres                                  |                                    | PS                          | 26 de octubre de 2019-presente                   |
|                                                   | Secretario de Estado para la Transición Digital                                               | André Eduardo de Aragão Gonçalves de Azevedo |                                    | Independiente               | 26 de octubre de 2019-presente                   |
| Negócios Estrangeiros                             |                                                                                               |                                              |                                    |                             |                                                  |
|                                                   | Secretaria de Estado de Asuntos Europeos                                                      | Ana Paula Zacarias                           |                                    | PS                          | 26 de octubre de 2019-presente                   |
|                                                   | Secretario de Estado de Negocios Extranjeros y de Cooperación                                 | Teresa Ribeiro                               |                                    | PS                          | 26 de octubre de 2019 – 15 de diciembre de 2020  |
|                                                   | Secretario de Estado de Negocios Extranjeros y de Cooperación                                 | Francisco André                              | 15 de diciembre de 2020 – presente | PS                          |                                                  |
|                                                   | Secretaria de Estado de las Comunidades Portuguesas                                           | Berta Nunes                                  |                                    | PS                          | 26 de octubre de 2019-presente                   |
|                                                   | Secretario de Estado de Internacionalización                                                  | Eurico Brilhante Dias                        |                                    | PS                          | 26 de octubre de 2019-presente                   |
| Presidência                                       |                                                                                               |                                              |                                    |                             |                                                  |
|                                                   | Secretário de Estado da Presidência do Conselho de Ministros                                  | André Moz Caldas                             |                                    | PS                          | 26 de octubre de 2019-presente                   |
|                                                   | Secretária de Estado para a Cidadania e a Igualdade                                           | Rosa Monteiro                                |                                    | PS                          | 26 de octubre de 2019-presente                   |
|                                                   | Secretária de Estado para a Integração e as Migrações                                         | Cláudia Pereira                              |                                    | Independiente               | 26 de outubro de 2019-presente                   |
| Finanças                                          |                                                                                               |                                              |                                    |                             |                                                  |
|                                                   | Secretário de Estado Adjunto e das Finanças                                                   | Ricardo Mourinho Félix                       |                                    | PS                          | 26 de outubro de 2019 – 15 de junho de 2020      |
| SECRETARIA DE ESTADO ABOLIDA                      |                                                                                               | Ricardo Mourinho Félix                       |                                    | PS                          | 26 de outubro de 2019 – 15 de junho de 2020      |
|                                                   | Secretário de Estado Adjunto e dos Assuntos Fiscais                                           | António Mendonça Mendes                      |                                    | PS                          | 15 de junho de 2020 – presente                   |
| SECRETARIA DE ESTADO CRIADA                       |                                                                                               | António Mendonça Mendes                      |                                    | PS                          | 15 de junho de 2020 – presente                   |
|                                                   | Secretário de Estado do Orçamento                                                             | João Leão                                    |                                    | Independiente               | 26 de octubre de 2019 – 15 de junio de 2020      |
|                                                   | Secretário de Estado do Orçamento                                                             | Cláudia Joaquim                              |                                    | PS                          | 15 de junho de 2020 – presente                   |
|                                                   | Secretário de Estado dos Assuntos Fiscais                                                     | António Mendonça Mendes                      |                                    | PS                          | 26 de outubro de 2019 – 15 de junho de 2020      |
| SECRETARIA DE ESTADO ABOLIDA                      |                                                                                               | António Mendonça Mendes                      |                                    | PS                          | 26 de outubro de 2019 – 15 de junho de 2020      |
|                                                   | Secretário de Estado das Finanças                                                             | João Nuno Mendes                             |                                    |                             | 15 de junho de 2020 – presente                   |
| SECRETARIA DE ESTADO CRIADA                       |                                                                                               | João Nuno Mendes                             |                                    |                             | 15 de junho de 2020 – presente                   |
|                                                   | Secretário de Estado do Tesouro                                                               | Álvaro Novo                                  |                                    | PS                          | 26 de outubro de 2019 – 15 de junho de 2020      |
|                                                   | Secretário de Estado do Tesouro                                                               | Miguel Cruz                                  |                                    |                             | 15 de junho de 2020 – presente                   |
| Defesa Nacional                                   |                                                                                               |                                              |                                    |                             |                                                  |
|                                                   | Secretário de Estado Adjunto da Defesa Nacional                                               | Jorge Filipe Teixeira Seguro Sanches         |                                    | PS                          | 26 de outubro de 2019-presente                   |
|                                                   | Secretária de Estado de Recursos Humanos e Antigos Combatentes                                | Catarina Sarmento e Castro                   |                                    |                             | 26 de outubro de 2019-presente                   |
| Administração Interna                             |                                                                                               |                                              |                                    |                             |                                                  |
|                                                   | Secretário de Estado Adjunto e da Administração Interna                                       | Antero Luís                                  |                                    | Independiente               | 26 de octubre de 2019-presente                   |
|                                                   | Secretária de Estado da Administração Interna                                                 | Patrícia Gaspar                              |                                    | Independiente               | 26 de octubre de 2019-presente                   |
| Justiça                                           |                                                                                               |                                              |                                    |                             |                                                  |
|                                                   | Secretário de Estado Adjunto e da Justiça                                                     | Mário Belo Morgado                           |                                    | Independiente               | 26 de outubro de 2019-presente                   |
|                                                   | Secretária de Estado da Justiça                                                               | Anabela Pedroso                              |                                    | PS                          | 26 de outubro de 2019-presente                   |
| Modernização do Estado e da Administração Pública |                                                                                               |                                              |                                    |                             |                                                  |
|                                                   | Secretária de Estado da Inovação e da Modernização Administrativa                             | Maria de Fátima Fonseca                      |                                    | PS                          | 26 de octubre de 2019-presente                   |
|                                                   | Secretário de Estado da Administração Pública                                                 | José Couto                                   |                                    |                             | 26 de outubro de 2019-presente                   |
|                                                   | Secretário de Estado da Descentralização e da Administração Local                             | Jorge Botelho                                |                                    | PS                          | 26 de outubro de 2019-presente                   |
| Planeamento                                       |                                                                                               |                                              |                                    |                             |                                                  |
|                                                   | Secretário de Estado do Planeamento                                                           | José Fernando Gomes Mendes                   |                                    | PS                          | 26 de octubre de 2019 – 6 de noviembre de 2020   |
|                                                   | Secretário de Estado do Planeamento                                                           | Ricardo Pinheiro                             |                                    | PS                          | 6 de noviembre de 2020 – presente                |
| Cultura                                           |                                                                                               |                                              |                                    |                             |                                                  |
|                                                   | Secretária de Estado Adjunta e do Património Cultural                                         | Ângela Ferreira                              |                                    | Independiente               | 26 de octubre de 2019-presente                   |
|                                                   | Secretário de Estado do Cinema, Audiovisual e Media                                           | Nuno Artur Silva                             |                                    | Independiente               | 26 de octubre de 2019-presente                   |
| Ciência, Tecnologia e Ensino Superior             |                                                                                               |                                              |                                    |                             |                                                  |
|                                                   | Secretário de Estado da Ciência, Tecnologia e Ensino Superior                                 | João Sobrinho Teixeira                       |                                    | Independiente               | 26 de octubre de 2019-presente                   |
| Educação                                          |                                                                                               |                                              |                                    |                             |                                                  |
|                                                   | Secretário de Estado Adjunto e da Educação                                                    | João Costa                                   |                                    | PS                          | 26 de outubro de 2019-presente                   |
|                                                   | Secretária de Estado da Educação                                                              | Susana Amador                                |                                    | PS                          | 26 de octubre de 2019 – 17 de setembro de 2020   |
|                                                   | Secretária de Estado da Educação                                                              | Inês Ramires                                 |                                    |                             | 17 de setembro de 2020 – presente                |
|                                                   | Secretário de Estado da Juventude e do Desporto                                               | João Paulo Rebelo                            |                                    | PS                          | 26 de outubro de 2019-presente                   |
| Trabalho, Solidariedade e Segurança Social        |                                                                                               |                                              |                                    |                             |                                                  |
|                                                   | Secretário de Estado Adjunto, do Trabalho e da Formação Profissional                          | Miguel Cabrita                               |                                    | PS                          | 26 de outubro de 2019-presente                   |
|                                                   | Secretário de Estado da Segurança Social                                                      | Gabriel Bastos                               |                                    | Independiente               | 26 de octubre de 2019-presente                   |
|                                                   | Secretária de Estado da Inclusão das Pessoas com Deficiência                                  | Ana Sofia Antunes                            |                                    | PS                          | 26 de octubre de 2019-presente                   |
|                                                   | Secretária de Estado da Ação Social                                                           | Rita da Cunha Mendes                         |                                    | Independiente               | 26 de octubre de 2019-presente                   |
| Saúde                                             |                                                                                               |                                              |                                    |                             |                                                  |
|                                                   | Secretário de Estado Adjunto e da Saúde                                                       | Jamila Madeira                               |                                    | PS                          | 26 de outubro de 2019 – 17 de setembro de 2020   |
|                                                   | Secretário de Estado Adjunto e da Saúde                                                       | António Sales                                |                                    | PS                          | 17 de setembro de 2020 – presente                |
|                                                   | Secretário de Estado da Saúde                                                                 | António Sales                                |                                    | PS                          | 26 de octubre de 2019 – 17 de septiembre de 2020 |
|                                                   | Secretário de Estado da Saúde                                                                 | Diogo Serras Lopes                           |                                    |                             | 17 de septiembre de 2020 – presente              |
| Ambiente e da Ação Climática                      |                                                                                               |                                              |                                    |                             |                                                  |
|                                                   | Secretário de Estado Adjunto e da Energia                                                     | João Saldanha de Azevedo Galamba             |                                    | PS                          | 26 de octubre de 2019-presente                   |
|                                                   | Secretária de Estado do Ambiente                                                              | Inês dos Santos Costa                        |                                    | Independiente               | 26 de octubre de 2019-presente                   |
|                                                   | Secretário de Estado da Conservação da Natureza, das Florestas e do Ordenamento do Território | João Paulo Catarino                          |                                    | PS                          | 26 de octubre de 2019-presente                   |
|                                                   | Secretário de Estado da Mobilidade                                                            | Eduardo Pinheiro                             |                                    | Independiente               | 26 de outubro de 2019-presente                   |
| Infraestruturas e Habitação                       |                                                                                               |                                              |                                    |                             |                                                  |
|                                                   | Secretário de Estado Adjunto e das Comunicações                                               | Alberto Souto de Miranda                     |                                    | PS                          | 26 de octubre de 2019 – 17 de septiembre de 2020 |
|                                                   | Secretário de Estado Adjunto e das Comunicações                                               | Hugo Santos Mendes                           |                                    |                             | 17 de septiembre de 2020 – presente              |
|                                                   | Secretário de Estado das Infraestruturas                                                      | Jorge Delgado                                |                                    | PS                          | 26 de outubro de 2019-presente                   |
|                                                   | Secretária de Estado da Habitação                                                             | Ana Pinho                                    |                                    | PS                          | 26 de outubro de 2019 – 17 de setembro de 2020   |
|                                                   | Secretária de Estado da Habitação                                                             | Marina Gonçalves                             |                                    | PS                          | 17 de setembro de 2020 – presente                |
| Coesão Territorial                                |                                                                                               |                                              |                                    |                             |                                                  |
|                                                   | Secretário de Estado Adjunto e do Desenvolvimento Regional                                    | Carlos Miguel                                |                                    | PS                          | 26 de outubro de 2019-presente                   |
|                                                   | Secretária de Estado da Valorização do Interior                                               | Isabel Ferreira                              |                                    | Independiente               | 26 de outubro de 2019-presente                   |
| Agricultura                                       |                                                                                               |                                              |                                    |                             |                                                  |
|                                                   | Secretário de Estado da Agricultura e do Desenvolvimento Rural                                | Nuno Russo                                   |                                    | Independiente               | 26 de outubro de 2019 – 15 de dezembro de 2020   |
|                                                   | Secretário de Estado da Agricultura e do Desenvolvimento Rural                                | Rui Martinho                                 |                                    | Independiente               | 15 de dezembro de 2020 – presente                |
| Mar                                               |                                                                                               |                                              |                                    |                             |                                                  |
|                                                   | Secretário de Estado das Pescas                                                               | José Apolinário                              |                                    | PS                          | 26 de outubro de 2019 – 17 de setembro de 2020   |
|                                                   | Secretário de Estado das Pescas                                                               | Teresa Coelho                                |                                    |                             | 17 de setembro de 2020 – presente                |